# Felifonte
 (janvier 2024).
Si vous disposez d'ouvrages ou d'articles de référence ou si vous connaissez des sites web de qualité traitant du thème abordé ici, merci de compléter l'article en donnant les références utiles à sa vérifiabilité et en les liant à la section « Notes et références ».
Felifonte est un ancien parc d'attractions du sud de l'Italie situé à Castellaneta Marina (it), dans la commune de Castellaneta. Il n'a été actif que de 2003 à 2008.

## Histoire
Réalisé en moins de deux ans, le parc a ouvert ses portes en 2003. Conçu par l'espagnol Dani Frerixes, il avait pour thème les restes archéologiques du peuple imaginaire des « Féliciens ». Il se présentait comme un site archéologique en cours d'excavation. Felifonte faisait partie du pôle touristique de Castellaneta Marina (it).
En 2008, le parc a annoncé une fermeture temporaire, devenue définitive à cause de difficultés financières dues à sa mauvaise gestion et au nombre insuffisant de visiteurs.

## Attractions
- I Segreti Dell'Acqua - Rivière rapide en bouées d'Hafema
- I Segreti Della Terra - Montagnes russes enfermées junior de Zamperla
- Le Rovine Inondate - Barque scénique
- La Centrale Di Pompaggio - Shoot the Chute d'Hafema
- Il Treno Degli Scavi
- Torre Radio Felifonte - Tour de chute de 40 m. de Huss Rides
- Cataclism - Kamikaze
- Ruota Panoramica - Grande roue
- I Segreti Dei Sogni - Parcours scénique suspendu
- I Segreti Del Vento
- I Segreti Della Luce